# Andris Naudužs
Andris Naudužs, né le 5 septembre 1975 à Dobele, est un coureur cycliste letton. Professionnel de 2000 à 2005, il a été champion de Lettonie sur route en 2003 et a remporté le Tour du Stausee à deux reprises. Il a également participe au Tour d'Italie en 2003 et 2004. Il y a obtenu plusieurs places d'honneur lors de sprints massifs. Il a également épaulé Mario Cipollini dans les sprints en 2004.

## Palmarès
- 1995
  - 3e étape du Tour de Pologne
- 1996
  - 2e étape de la Course de la Solidarité olympique
- 2000
  - Tour du lac Léman
  - 1re, 2e, 3e et 4e étapes du Tour de Colombie
  - 3e du championnat de Lettonie sur route
- 2001
  - Tour du Stausee
  - 2e étape du Tour du Táchira
- 2002
  - 2e et 4e étapes du Tour de Bulgarie
  - Tour du Sénégal
    - Classement général
    - 1re, 10e et 11e étapes
- 2003
  -  Champion de Lettonie sur route
  - 3e étape du Mazowia Tour
  - 2e du championnat de Lettonie du contre-la-montre
  - 2e du Grand Prix de la ville de Rennes
  - 3e du Szlakiem Walk Majora Hubala
- 2004
  - Tour de la province de Reggio de Calabre
  - Tour du Stausee
  - 3e du Grand Prix E3
- 2005
  - Circuit de Lorraine
    - Classement général
    - 1re étape

## Résultats sur les grands tours

### Tour d'Italie
- 2003 : non-partant à la 10e étape
- 2004 : 106e

## Classements mondiaux
| Année           | 2005 |
| --------------- | ---- |
| UCI Europe Tour | 66e  |